# Phare de Vale Formoso
Le phare de Vale Formoso est un phare situé sur les falaises du littoral sud-ouest de la freguesia de Capelo dans la municipalité d'Horta, sur l'île de Faial (Archipel des Açores - Portugal).
Il est géré par l'autorité maritime nationale du Portugal à Oeiras (Grand Lisbonne).

## Histoire
Le phare de Vale Formoso a été construit pour remplacer le phare de Ponta dos Capelinhos, désactivé à la suite de l'éruption du volcan Capelinhos entre 1957 et 1958, qui le sépare maintenant de la mer.
Le phare est situé sur la péninsule de Capelo, le long de la côte sud-ouest de l'île, à environ 2,5 kilomètres au sud-est du phare de Ponta dos Capelinhos.
Il se compose d'une tour circulaire blanche tronquée de 14 mètres de haut, avec une galerie surmontée d'une petite lanterne. D'environ trois étages de hauteur, chaque étage est marqué par une fenêtre étroite, un escalier intérieur mène à la plate-forme supérieure avec garde-corps.
Identifiant : ARLHS : AZO025 ; PT-868 - Amirauté : D2699 - NGA : 23348.

### Lien connexe
- Liste des phares des Açores